# Os ectoptérygoïde
 (novembre 2018).
L'os ectoptérygoïde est un os de la mâchoire supportant les dents chez les poissons. Il relie les os maxillaire et ptérygoïde.